# گروه هدایت‌کننده
در شیمی آلی، یک گروه هدایت‌کننده (به انگلیسی: Directing group) (DG) یک استخلاف بر روی یک مولکول یا یون است که واکنش‌ها را با برهمکنش با یک واکنش‌گر تسهیل می کند. این اصطلاح معمولاً برای فعال‌سازی پیوند C-H هیدروکربن‌ها به کار می‌رود، جایی که آن را به عنوان یک «پاره‌مولکول کوئوردینه‌کننده (یک «لیگاند داخلی») تعریف می‌کنند که یک کاتالیزور فلزی را به نزدیکی یک پیوند C-H خاص هدایت می‌کند. در یک مثال معروف، گروه کتون (C=O) در استوفنون نقش گروه هدایت‌کننده را ایفا می کند. این واکنش با نام واکنش مورای شناخته می شود.

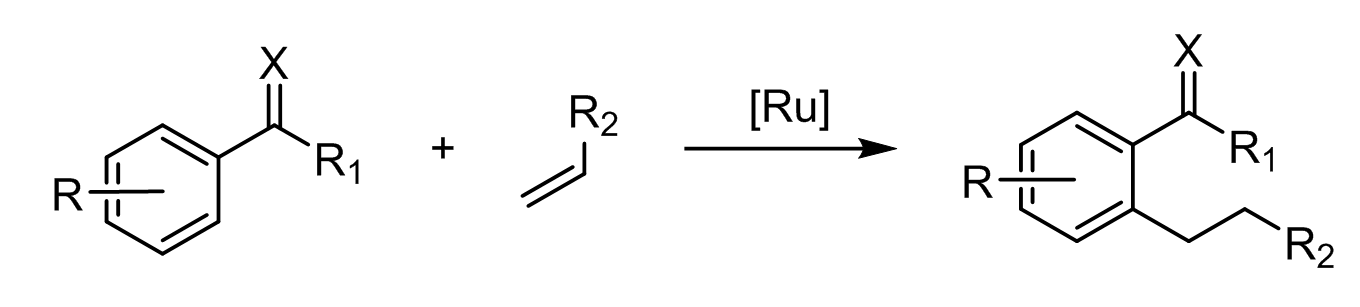
واکنش مورای X = گروه هدایت‌کننده.

واکنش مورای مربوط به متالاسیون اورتو هدایت‌شده است، واکنشی که معمولاً برای لیتیم‌دار کردن حلقه‌های آروماتیک استخلافی اعمال می شود.
طیف گسترده‌ای از گروه های عاملی می توانند به عنوان گروه‌های هدایت‌کننده عمل کنند.